# Gil (jezioro w gminie Łukta)
Gil, Dziki Gil (niem. Wilder Gehl See) – jezioro w Polsce, położone w województwie warmińsko-mazurskim, powiecie ostródzkim, w gminie Łukta, nad miejscowością Kotkowo w Lasach Taborskich.

## Ukształtowanie
Linia brzegowa o długości 7100 m, dobrze rozwinięta, brzegi w większości wysokie i strome, tylko w części południowej niskie i podmokłe. Do jeziora w części południowo-zachodnie wpadają dwa małe strumienie, w części północnej struga wypływająca z Jeziora Ruś (Jezioro Ruskie). W części południowej wypływa struga Gilka (niem. Gehl Fliess), łącząca jeziora Gil i Bałtyń (dopływ rzeki Taborzanka). Na jeziorze znajduje się półwysep Biały Ostrów (niem. Gehlwerder).
Cała powierzchnia jeziora znajduje się w Obszarze Chronionego Krajobrazu Lasów Taborskich.

## Dane morfometryczne
Powierzchnia jeziora według danych IRŚ – 167,8 ha, według danych Leydinga – 168,02 ha.
Jezioro Gil objęte jest strefą ciszy kategorii 2.

## Przyroda
Wśród roślinności wodnej dominuje moczarka kanadyjska i rogatek, natomiast wśród ryb występuje tu sieja, szczupak, węgorz, okoń, leszcz.